# Fredrik Petersen Nyrop

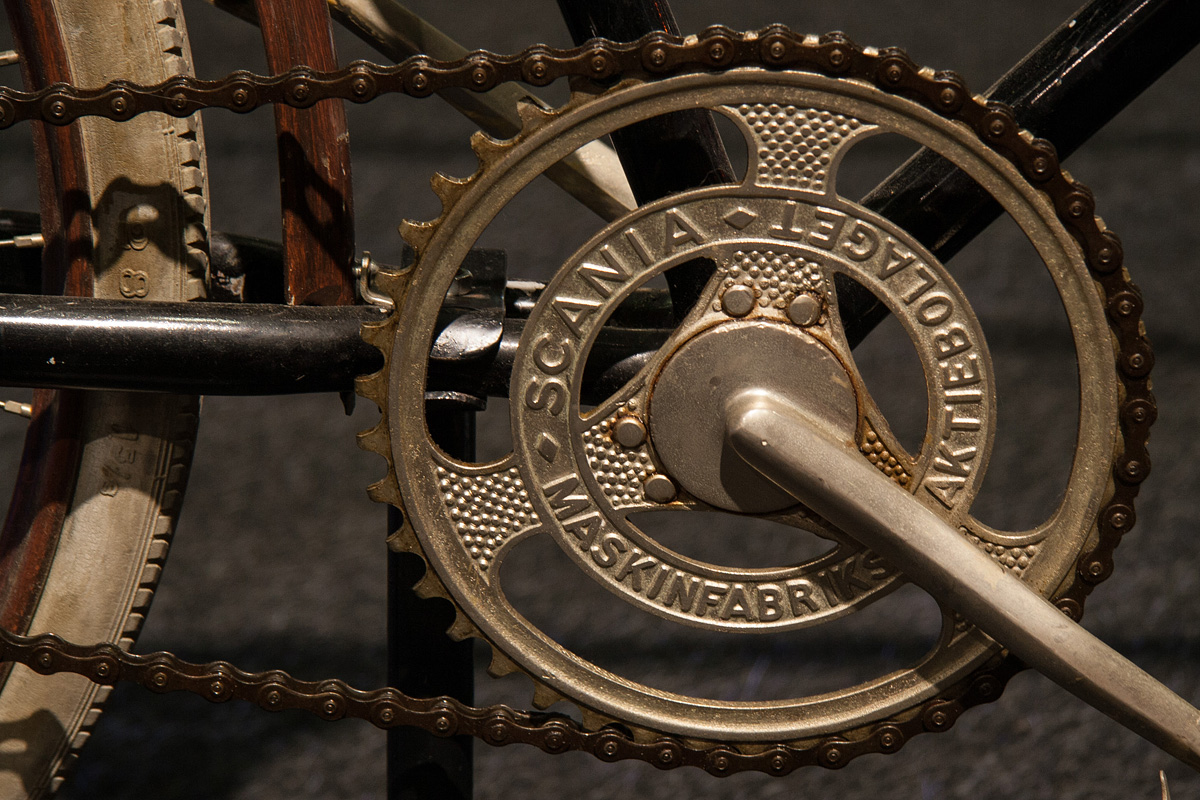
Kedjedrev på cykel från Maskinfabriks AB Scania

Fredrik Petersen Nyrop, född Frederik Petersen 1860 i Danmark, död 1934, var en svensk-dansk affärsman och idrottspionjär. Han flyttade 1884 till Sverige vid 24 års ålder 1884 och kom till Malmö 1888. Han blev då svensk medborgare och bytte efternamn till Petersen Nyrop. Han var engagerad i flera sporter som rodd, fotboll och cykelsport. Han medverkade i bildandet AB Malmö idrottsplats, som invigde en arena 1896. Han var med och introducerade fotbollen enligt engelska regler i Malmö.
År 1892 startade Nyrop en cykel- och sportaffär i Malmö, som var generalagent för det brittiska märket Humber. Företaget Humber & Co etablerade 1896 tillverkning av cyklar vid Trelleborgsvägen i Malmö, och Fredrik Nyrop blev chef för det svenska dotterbolaget AB Humber & Co.
Humber byggde bland annat ett eget gjuteri. 
När Humbers dotterbolag i Malmö lades ned 1900, övertogs det genom Nyrops försorg 1900 av det nybildade Maskinfabriks AB Scania, som 1911 slogs samman med Vabis i Södertälje till Scania-Vabis.
Fredrik Petersen Nyrop bedrev också ett båtvarv i Landskrona, där sonen Hjalmar Nyrop 1810 byggde det första flygplanet, som tillverkats i Sverige.